# Trappistinnenabtei La Cour-Pétral

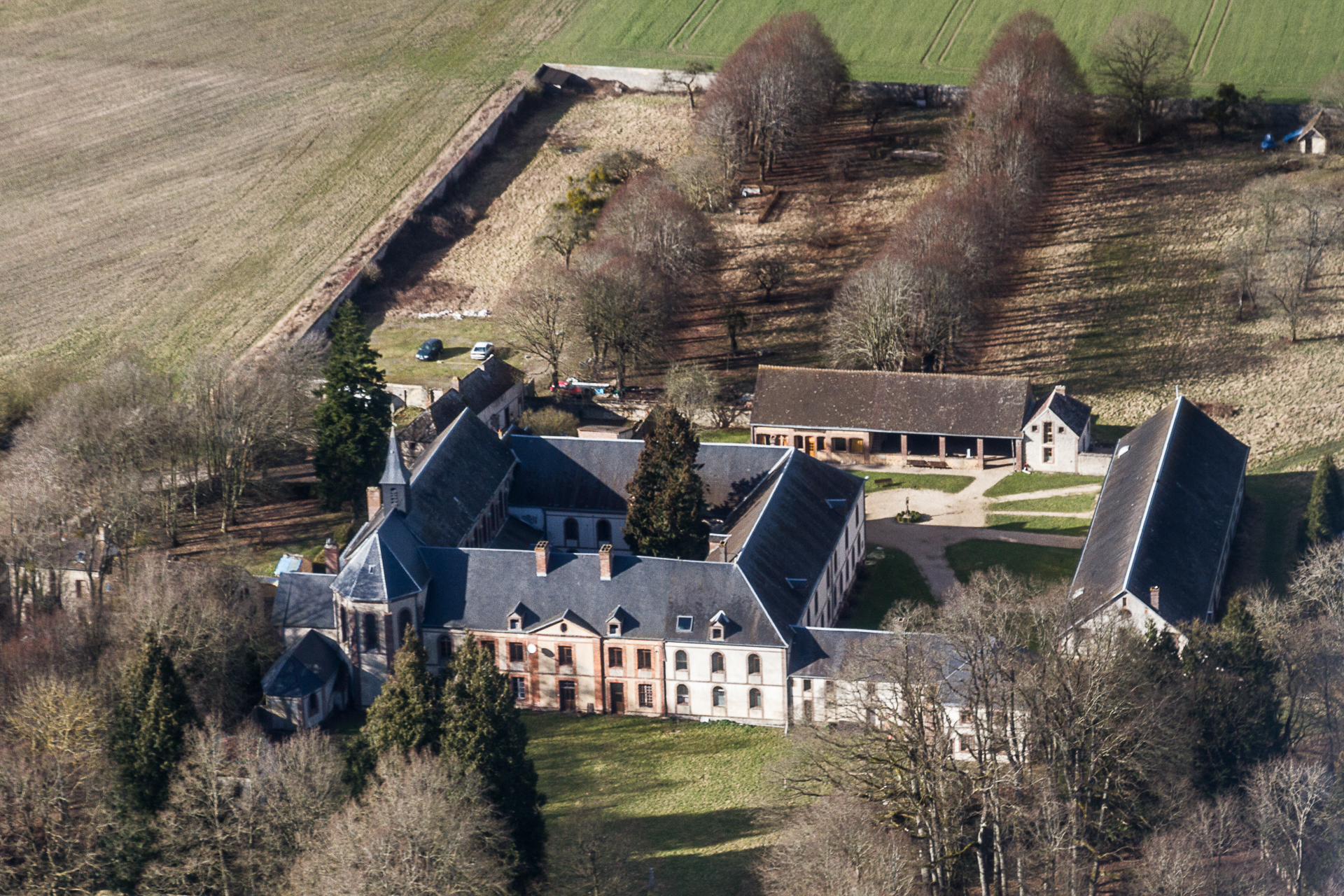
La Cour-Pétral

Die Trappistinnenabtei La Cour-Pétral war von 1845 bis 1935 ein französisches Kloster der Trappistinnen in Boissy-lès-Perche, Département Eure-et-Loir, Bistum Chartres.

## Geschichte
1845 verließen (nach dem zweiten erfolglosen Versuch der nachhaltigen Klostergründung) die Trappistinnen die von ihnen seit 1815 wiederbesiedelte Prämonstratenserabtei Mondaye  und gründeten stattdessen ein neues Kloster im Schloss La Cour-Pétral in Boissy-lès-Perche, südwestlich Dreux. 1859 wurde ihre Kirche Notre Dame de Bonne-Espérance (Maria Hoffnung) eingeweiht. Von 1903 bis 1920 nahmen sie Zuflucht vor der klosterfeindlichen Dritten Republik am Wallfahrtsort Boxtel in den Niederlanden. 1935 wechselten sie zur Neugründung in die Trappistinnenabtei Clairefontaine-Cordemois in Bouillon (Belgien). Ihnen folgten Eucharistinerinnen nach, die bis 1956 blieben. Dann standen die Gebäude leer, bis sie 1990 von dem Verein New Acropolis erworben, restauriert und 2000 der Öffentlichkeit zugänglich gemacht wurden.

### Oberinnen, Priorinnen und Äbtissinnen
- Elisabeth Plet (1837–1863)
- Isabelle Simonis (1863–1866)
- Antoinette Mézerette (1866–1869)
- Scholastique Lepage (1869–1872)
- Madeleine Rabéjac (1872–1901)
- Elisabeth Laurin (1901–1907, erste Priorin)
- Madeleine Cauchois (1907–1919)
- Henriette de Jésus Luce (1919–1947, erste Äbtissin ab 1935)